# Ital Reding le Vieux
 (mars 2024).
Ital Reding le Vieux également connu sous le nom d'Itelhans, né vers 1370 à Sattel (canton de Schwytz) et mort en 1447 à Arth, dans le même canton, est un homme d'État suisse, ayant occupé les fonctions de Landaman de Schwytz de 1411 à 1428 et de 1432 à 1445. Il est aussi le chef de l'armée  schwytzoise pendant l'Ancienne guerre de Zurich (1440-1450).
Il est connu comme le principal responsable du massacre de Greifensee (ou de Veer), qui voit l'exécution de 62 hommes de la garnison du château de Greifensee après leur reddition le 28 mai 1444.

## Biographie
En sa qualité de Landaman, Reding représente le canton de Schwytz à la Diète fédérale. Il représente également la Confédération suisse au concile de Constance (1415). Avec le consentement du roi Sigismond de Luxembourg, il parvient à étendre considérablement le territoire schwytzois, acquérant la juridiction sur Einsiedeln, March et Küssnacht. En 1424, il acquiert même le patronage de l'abbaye d'Einsiedeln à l'insu de l'abbé. Il se distingue également dans le conflit avec Zurich sur la succession des comtes de Toggenburg, acquérant le Toggenburg comme copropriété de Schwytz et Glaris en 1436. Zurich réagit par un embargo obligeant Schwytz à importer son blé d'Argovie et d'Alsace.
Les tensions s'amplifient jusqu'à l'Ancienne guerre de Zurich en 1439/40. Ital Reding, commandant l'armée schwytzoise, harcèle le canton de Zurich en 1440, obligeant Zurich à lever l'embargo. 
Zurich conclut alors un pacte défensif avec la maison des Habsbourg, trahissant ainsi son appartenance à la Confédération. Les Suisses réagissent en envahissant de nouveau les terres de Zurich, capturant Grüningen en 1443 et avançant jusqu'au Greifensee au printemps 1444.
Le 1er mai 1444, les Confédérés mettent le siège devant le château de Greifensee. Le 28 mai, la garnison se rend aux termes d'un sauf-conduit émis la veille. Le lendemain, les 62 hommes de la garnison sont tous exécutés, excepté un certain Ueli Kupferschmid épargné car étant originaire de Schwytz. Ce meurtre de masse (Mord von Greifensee) est perçu comme un crime sans précédent dans l'histoire militaire de la Confédération. Ital Reding, en tant que commandant en chef, en est considéré comme responsable.
Il se retire de toutes ses fonctions l'année suivante ; aucune preuve d'un lien direct entre le massacre et sa démission n'est établie. Reding meurt en 1447 et son fils, Ital Reding le Jeune, lui succède comme Landaman de Schwytz.

## Représentations d'Ital Reding dans les chroniques et la littérature

### Chroniques
Le rôle joué par Reding dans le massacre de Greifensee est déjà discuté dans les sources de l'époque. Le chroniqueur schwytzois Hans Fründ, auteur d'une description détaillée du siège, ne consacre que quelques lignes à l'exécution de la garnison et ne mentionne pas le nom de Reding à ce sujet. Au contraire, le chroniqueur zurichois Gerold Edlibach accuse sans ambiguïté Reding d'avoir ordonné le massacre. C'est de lui que serait parti l'ordre d'exécuter par l'épée tous ceux qui n'étaient pas nés à Schwytz, à l'exception d'Ueli Kupferschmid.
Werner Schodoler et le Lucernois Diebold Schilling le Jeune mentionnent également la responsabilité de Reding et son attitude intransigeante. Selon ce dernier, Reding aurait même déclaré qu'il tuerait personnellement les hommes si le bourreau refusait de faire son office.

### Historiographie contemporaine
Dans l'historiographie moderne, Theodor von Liebenau (1870), se fondant sur des lettres écrites par des témoins oculaires, établit que la décision d'exécuter la garnison avait en fait été prise de manière consensuelle par l'ensemble des chefs de tous les cantons alors présents (Schwytz, Uri, Unterwald, Glaris, Berne, Lucerne, Zoug).

### Littérature
Plusieurs oeuvres littéraires font allusion aux événements de Greifensee.
Dans son roman historique Der Freihof von Aarau (1823) (1823), Heinrich Zschokke décrit les événements et le contexte de la destruction de la place forte de Greifensee du point de vue de son protagoniste, le chevalier Marquard von Baldegg. Zschokke montre Reding sous les traits d'un vengeur impitoyable : « le diable a rendu Itelhans [Ital Reding] assoiffé du sang des pauvres gens ! » (« der Teufel hat den Itelhans [Ital Reding] durstig gemacht nach der armen Leute Blut ! »).
Gottfried Keller évoque le massacre de Greifensee dans son récit Der Landvogt von Greifensee (1878), dédié à Salomon Landolt, et mentionne à cette occasion l'inflexibilité impitoyable de la majorité des Suisses et de leur chef Ital Reding.
Au théâtre, le personnage d'Ital Reding est mis en scène par Albrecht Emch dans une courte pièce de 1867 : Ital Reding, der Eisenkopf von Greifensee oder Die Mordtat von Greifensee (Ital Reding, la tête de fer de Greifensee ou l'assassinat de Greifensee).